# 1167 км (платформа)
1167 км — пасажирський залізничний зупинний пункт Запорізької дирекції Придніпровської залізниці на електрифікованій лінії Запоріжжя I — Федорівка між станціями Бурчацьк (4 км) та Пришиб (7 км). Розташований за 1,5 км від села Садове Василівського району Запорізької області.

## Історія
У 1969 році зупинний пункт електрифікований постійним струмом (=3 кВ) в складі дільниці Запоріжжя I — Мелітополь.

## Пасажирське сполучення
До повномасштабного російського вторгнення в Україну (з 2022) на платформі 1167 км зупинялися приміські електропоїзди Мелітопольського напрямку.